# 鄧叔群
鄧叔群（1902年12月12日—1970年5月10日），字子牧，幼從外祖母嚴氏姓，名嚴農蓀，男，福州府閩縣（今福州）人，中国微生物學家，中央研究院院士。

## 生平
1923年清華學堂畢業，1928年獲美國康乃爾大學森林學碩士及植物病理學博士學位，同年回中華民國。歷任嶺南大學、金陵大學、中央大學教授。1932年起擔任中國科學社生物研究所研究員，從事真菌學研究。中華民國抗日戰爭期間，1937年起進行中國西南、西北原始林區調查研究，1945年在上海設立森林生態研究室。1948年當選為中央研究院第一屆院士。1949年起歷任瀋陽農學院、東北農學院教育長、副院長， 1955年起擔任中國科學院微生物研究所研究員、副所長，中國科學院生物學部委員（院士）。
文革中鄧叔群是科學界最早遭批判的，因其胞弟鄧拓（《人民日報》社長）是「三家村」反黨集團主帥。鄧叔群受株連，被扣上「三家村黑幫」、「三家村科學顧問」、「學閥」、「惡霸」、「流氓」、「反革命分子」等帽子，受盡摧殘凌辱。鄧的家庭和子女無一倖免，家破人亡。鄧叔群於1970年5月10日去世，去世時遺體上還留著大面積淤血的印跡。終年68歲。

## 学术贡献
邓叔群在真菌研究方面，曾發現4個新屬、120個新種；在森林研究方面，他制訂一套科學經營管理森林的制度，對黃河上游水土保持和林業保護貢獻卓著。

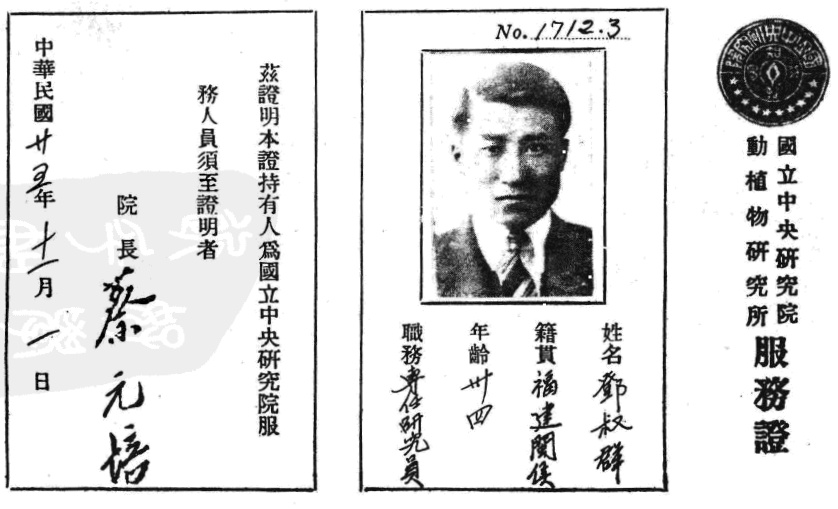
鄧叔群院士聘書

## 著作
- 《中國的真菌》